# همکاری صنعتی آلمان و ژاپن قبل و در طول جنگ جهانی دوم
همکاری صنعتی آلمان و ژاپن قبل و در طول جنگ جهانی دوم در سال‌های منتهی به آغاز جنگ جهانی دوم در اروپا در سال ۱۹۳۹، توسعه مشترک قابل توجهی در صنایع سنگین بین شرکت‌های آلمانی و همتایان ژاپنی آنها به عنوان بخشی از روابط در حال تحول دو کشور رخ داد. این یکی از عوامل مهم در توانایی ژاپن برای بهره‌برداری سریع از مواد خام در مناطق امپراتوری ژاپن بود که اخیراً تحت کنترل نظامی آنها قرار گرفته بود.